# Campillos (kommunhuvudort)
Campillos är en kommunhuvudort i Spanien.   Den ligger i provinsen Provincia de Málaga och regionen Andalusien, i den södra delen av landet, 400 km söder om huvudstaden Madrid. Campillos ligger 470 meter över havet och antalet invånare är 8 014.
Terrängen runt Campillos är platt åt nordost, men åt sydväst är den kuperad.Runt Campillos är det ganska glesbefolkat, med 31 invånare per kvadratkilometer. Campillos är det största samhället i trakten. Trakten runt Campillos består till största delen av jordbruksmark.